# Ina-Ich
Ina-Ich ist eine französische Musikgruppe, die sich dem Alternative Rock zuordnen lässt.

## Geschichte
Der Ursprung der Gruppe geht zurück auf die klassische Pianistin Kim-Thuy Nguyen, die am Konservatorium von La Rochelle ausgebildet worden ist. Nach Erfahrungen mit verschiedenen Musikstilen – unter anderem auch in der Musikgruppe Samanawok 1997 – entschloss sie sich, ihre eigene Band zu gründen.
Nach einem Vertragsabschluss mit Baidjan Records im Jahre 2006 veröffentlichte Ina-Ich ein Jahr später bei Wagram Music ihr erstes Album, das den Namen der Band trägt. Das Line-up bestand ursprünglich aus Aurélien Clair als Schlagzeuger, Cyrille Nobillet als Bass-Gitarrist und Mickael Lebayon als Gitarrist, während Kim-Thuy Nguyen sang und Klavier spielte. Ende 2007 wurde die Band mit einem neuen Bassisten (Frédéric Wursten) und einem neuen Gitarristen (Gaël Mesny) umbesetzt, die jedoch 2009 durch den Bassisten Patrick Loiseau und den Gitarristen Frédéric Mariolle ersetzt wurden.
2007 gelang der Gruppe ein erster wesentlicher Erfolg, als sie den begehrten Jurorenpreis Prix Pierre Delanoë für junge Talente gewannen und später 2007 bei dem bekannten französischen Musikfestival Francofolies und dann  2008 bei der Fête de l’Humanité auftraten. Ein zweites Album, L'Année du tigre, erschien 2011.
Im Jahr 2016 kam mit ii3 das dritte Album von Ina-Ich heraus.
Die Band, allen voran Songwriterin, Sängerin, Koproduzentin und Arrangistin Kim-Thuy Nguyen, verarbeitet verschiedene musikalische Einflüsse von Frédéric Chopin, Sergei Rachmaninow, Keith Jarrett, Nine Inch Nails, Marilyn Manson, Dresden Dolls, The Cure, Depeche Mode, The Prodigy, No One Is Innocent, Jacques Brel oder Léo Ferré.

## Bandname
Der Bandname Ina-Ich leitet sich von der vietnamesischen Lautmalerei Inh-Ich ab, welche benutzt wird, um ein anhaltendes und störendes Geräusch zu bezeichnen.

## Diskografie

### Alben
- 2007: Ina-Ich
- 2011: L’Année du tigre
- 2016: ii3

### Singles
- 2007: Âme armée
- 2009: Libre comme l'eau
- 2009: Poupée Cherie
- 2011: La Pendule